# Criquebeuf-sur-Seine

Criquebeuf-sur-Seine este o comună în departamentul Eure, Franța. În 1 ianuarie 2022 avea o populație de 1.537 de locuitori.